# Edward Bagnall Poulton
Edward Bagnall Poulton (ur. 27 stycznia 1856, zm. 20 listopada 1943) – brytyjski zoolog, biolog ewolucyjny, jeden z twórców ekologii biochemicznej, który wprowadził do piśmiennictwa dotyczącego doboru naturalnego określenia „aposematyzm” i „dobór zależny od częstości”, wyjaśniając zależność fitness m.in. od ubarwienia ostrzegawczego i kamuflażu; zagorzały darwinista, uczeń i przyjaciel Alfreda Wallace'a, „Hope Professor of Zoology” Uniwersytetu Oksfordzkiego, członek Royal Society.

## Życiorys
Urodził się w styczniu 1856 roku w Reading. Jego ojcem był William Ford Poulton (uznany architekt), a matką Georgina Selina Bagnall (autorka obszernej historii Anglii). Był ich drugim dzieckiem i jedynym synem (miał dwie siostry). Ojciec starał się zainteresować syna architekturą, jednak Edwarda od dzieciństwa fascynowała przyroda, a przede wszystkim owady, które kolekcjonował. Niechętnie wspominał okres nauki w szkole podstawowej (m.in. w nowej szkole W.M. Watsona w Oakley House, Reading), w której nie przywiązywano wagi do przedmiotów przyrodniczych. W 1873 roku uzyskał stypendium, które umożliwiło studia w dziedzinie nauk przyrodniczych w Jesus College w Oksfordzie.
W 1876 roku zakończył studia pierwszego stopnia i otrzymał stanowisko asystenta-demonstratora w pracowni anatomii porównawczej, kierowanej przez G. Rollestona – lekarza i zoologa, którego wykłady były inspirujące.
Wkrótce (1878) skorzystał z Burdett-Coutts scholarship – stypendium na badania w dziedzinie geologii, w zespole kierowanym przez Josepha Prestwicha. Wyniki badań, wykonanych w trzeciorzędowej jaskini w Yorkshire, stały się tematem pierwszej publikacji, ogłoszonej w 1880 roku.
Po tym epizodzie wrócił do pracy w Oksfordzie, w dziedzinie anatomii zwierząt. Otrzymał stanowisko wykładowcy w Jesus College i Keble College. Prowadził prace naukowe dotyczące m.in. specyficznej morfologii stekowców Ornithorhynchus. W kolejnych latach koncentrował się na problemach entomologii, dążąc do wyjaśnienia zagadek ewolucji.
W roku 1889 został wybrany na członka Royal Society, a kilka lat później, po śmierci J.O. Westwooda, otrzymał stanowisko „Hope professor of zoology” (1893). Stopień doktora uzyskał w 1900 roku. Przez kolejne czterdzieści lat zaraził swoim entuzjazmem licznych przyrodników na świecie, którzy pomogli zgromadzić w Oksfordzie bogatą kolekcję okazów (głównie tropikalnych), będącą podstawą dalszych badań ewolucyjnego znaczenia mimikry.
Odszedł na emeryturę w 1933 roku z zamiarem opracowania syntezy swojego bogatego dorobku naukowego, co utrudniły przeżycia rodzinne.

## Badania procesu dziedziczenia i zjawiska mimikry na przełomie XIX/XX w.

### Początki darwinizmu
Edward Poulton tworzył swoje pierwsze kolekcje owadów w latach 60. XIX wieku, w okresie, gdy rozpoczynała się wieloletnia debata na temat koncepcji doboru naturalnego, opracowanej niezależnie przez Karola Darwina i Alfreda Wallace’a, zaczęła się na przełomie lat 1857/1858, po historycznym wystąpieniu A.R. Wallace’a na posiedzeniu Towarzystwa Linneuszowskiego w Londynie. Temat referatu brzmiał: On the Tendency of Species to form Varieties; and on the Perpetuation of Varieties and Species by Natural Means of Selection (pol. O tendencji gatunków do tworzenia odmian oraz o utrwalaniu się odmian i gatunków drogą doboru naturalnego). Debata bardzo nasiliła się po publikacji pracy Darwina i Wallace'a w Journal of the Proceedings of the Linnean Society of London 3(9) 45–62 (sierpień 1858), a przede wszystkim po wydaniu książki K. Darwina On the Origin of Species (listopad 1859).

### Miejsce Edwarda Poultona
W roku wydania przełomowej książki „O powstawaniu gatunków” Edward Poulton miał 3 lata. Gdy rozpoczynał studia przyrodnicze w Jesus College w Oksfordzie (1873), nadal trwały spory dotyczące podstaw darwinizmu. W dziedzinie entomologii budziły duże zainteresowanie prace dotyczące mimikry, m.in. publikacje F. Müllera (1821–1897) i H.W. Batesa (1825–1892) na temat zjawisk, nazwanych później „mimikrą müllerowską” i „batesowską”.
W drugiej połowie lat 70. XIX w. młody Poulton miał możliwość obserwowania pracy A.R. Wallace’a, gromadzącego i przygotowującego materiały do wydania The Colours of Animals and Plants. I. The Colours of Animals (1877). Mógł czytać wcześniejsze artykuły Darwina i Wallace’a oraz prace H.W. Batesa i F. Müllera (przeciwnika teorii ewolucji, autora pracy „Für Darwin: Facts and Arguments for Darwin”, 1869), a również wczesnych publikacji Augusta Weismanna, profesora Uniwersytetu we Fryburgu (1863–1912) – współtwórcy neodarwinizmu (twórcy teorii plazmy zarodkowej). Esej Weismanna pt. Ueber den Ursprung der Hippursaeure im Harn der Pflanzenfresser został opublikowany w 1857 roku, a w kolejnych latach wydano inne eseje tego autora. E. Poulton brał udział w ich tłumaczeniu na język angielski oraz w redagowaniu zbioru Essays Upon Heredity and Kindred Biological Problems. Pierwsze wydanie tego zbioru ukazało się w 1889 roku.
Entomolog John O. Westwood – pierwszy „Hope professor” zoologii w Oksfordzie i przewodniczący Royal Entomological Society of London w latach 1805–1893 – odradzał Poultonowi zajmowanie się ewolucją owadów. Uważał, że rozważania o ewolucji są oparte tylko na domniemaniach. Nie wpłynęło to na zmianę kierunku działalności naukowej Poultona. Pod wpływem A.R. Wallace’a i A. Weismanna opracował metody naukowych badań – obserwacji terenowych i eksperymentów, które umożliwiły wprowadzenie ekologicznego podejścia do badań procesu ewolucji. Wykazał m.in. że ubarwienie ostrzegawcze lub ochronne (sposób kamuflażu) stabilizuje polimorfizm, wpływając na proces doboru naturalnego (dobór zależny od częstości).
Analizując wyniki swoich wieloletnich badań, prowadzonych w okresie między ogłoszeniem teorii Darwina i Wallace’a i wydaniem „Evolution: the Modern Synthesis” Huxleya (1942), niezmiennie korzystał z koncepcji doboru naturalnego, mimo oczerniania przez przeciwników darwinizmu (lata 90. XIX w. nazywa się okresem „eclipse of Darwinism”). W swojej książce pt. „Charles Darwin and the Theory of Natural Selection” (wydanej w roku 1896, a później wielokrotnie wznawianej) napisał, że „O powstawaniu gatunków” to „incomparably the greatest work”. Spośród licznych publikacji, w których przedstawiał wyniki własnych badań i przemyśleń, za najbardziej doniosłą uważana jest książka pt. „The Colours of Animals” (1890), wykraczająca poza zakres entomologii.
Z biegiem czasu Edward Poulton znalazł się w gronie naukowców, uznawanych za najważniejszych
w życiu intelektualnym Wallace’a. Wyraził on swój stosunek do Poultona, wręczając mu w grudniu 1903 roku prezent, bardzo cenny dla obdarowanego. Tym prezentem była książka „Butterflies” („Motyle”), która zawiera trzy kluczowe opracowania na temat mimikry: A.R. Wallace’a 1865 z roku, H.W. Batesa z 1862 roku i R. Trimena z 1869 roku, a ponadto dwa artykuły z okresu przeddarwinowskiego (William Kirby, 1822; Josiah O. Westwood, 1837), dotyczące podobieństwa sugerującego wspólne pochodzenie gatunków, związek filogenetyczny lub typ (np. homologia) oraz „analogii” (zob. konwergencja). W zbiorze zamieszczono kilka innych prac o podobnej treści, a wśród nich dwie publikacje Edwarda Poultona. Na stronie tytułowej zbioru „Butterflies” znajduje się odręczna dedykacja Wallace’a, a w treści książki – jego odręczne uwagi (łacińskie nazwy gatunków).
Noworoczne wydarzenie jest związane w czasie z objęciem przez Poultona funkcji przewodniczącego Entomological Society of London. Z tej okazji wygłosił w styczniu 1904 roku wykład nt. „What is a species?” (artykuł „What is a species?” opublikowano w Proc. Ent. Soc. Lond. 1903).
James Mallet, w opublikowanym w roku 2004 przeglądowym artykule pt. „Perspectives – Poulton, Wallace and Jordan: how discoveries in Papilio butterflies led to a new species concept 100 years ago” stwierdza, że zdarzenia przełomu lat 1903/1904 (noworoczny prezent Wallace’a dla Poultona i praca E.B. Poultona „What is a species?”) są niezwykle ważnym początkowym ogniwem łańcucha badań mechanizmów specjacji, rozpoczynanych od zdefiniowania pojęcia gatunek. Twierdzi, że zainspirowane przez Wallace’a prace Poultona, dotyczące znaczenia mimikry w procesie dostosowania motyli należących do rodzaju Papilio, miały istotny wpływ na naukową działalność takich ewolucjonistów, jak Walter Rothschild, Karl Jordan, Theodosius Dobzhansky i Ernst Mayr.

## Publikacje
Geoffrey Douglas Hale Carpenter, uczeń E.B. Poultona i jego następca na stanowisku „Hope Professor of Zoology”, autor obszernej biografii, podzielił jego opracowania (lista 137 pozycji) na 13 kategorii A–M (w nawiasach – liczba pozycji na liście):

A. Geologia (4)
B. Morfologia (10)
C. Barwa itd. larw i poczwarek (16)
D. Dziedziczenie (10)
E. Ewolucja biologiczna (13)
F. Dobór płciowy (4)
G. Mimikra (30)
H. Etologia – bionomika owadów (16)
I. Zoogeografia (7)
J. Różne (12)
K. Wspomnienia pośmiertne (6)
L. Książki (5)
M. redakcja prac innych autorów, recenzje, komentarze (4)
W formie Online Books 1856–1943 są dostępne:

1. Papers on lepidopterous larvae (1884–1892)
2. Charles Darwin and the Origin of species; addresses etc., in America and England in the year of the two anniversaries (1909)
3. Charles Darwin and the theory of natural selection (1896, 1902, 1896, 1902)
4. A collection of moths made in Somaliland by Mr. W. Feather (1916)
5. The colours of animals, their meaning and use, especially considered in the case of insects; (1890)
6. Development and evolution, including psychophysical evolution, evolution by orthoplasy, and the theory of genetic modes (1902)
7. An enquiry into the cause and extent of a special colour-relation between certain exposed lepidopterous pupae and the surfaces which immediately surround them
8. Essays on evolution 1889–1907 (1908, 1908, 1889)
9. Essays upon heredity and kindred biological problems, by Dr. August Weismann. Ed. by Edward B. Poulton i in. (1891–1892)
10. The essential nature of the colouring of phytophagous larvae (and their pupae)
11. Fifty years of Darwinism; modern aspects of evolution; centennial addresses in honor of Charles Darwin, before the American Association for the Advancement of Science, Baltimore (1909)
12. Five years’ observations and experiments (1896–1901) on the bionomics of South African insects: chiefly directed to the investigations of mimicry and warning colours (1902)
13. John Viriamu Jones and other Oxford memories (1911)
14. The life of Ronald Poulton (1919)
15. A monograph of the Membracidæ (1903)
16. A naturalist in Borneo (1916, 1917,…)
17. A remarkable American work upon evolution and the germ theory of disease (1913–1914)
18. Science and the great war (1915)
19. The structure of the bill and hairs of Ornithorhychus paradoxus; with a discussion of the homologies and origin of mammalian hair (1894)
20. Theories of evolution (ilustracje w HathiTrust)
21. William John Burchell; the materials of a lecture delivered before the British Association in the Town Hall, Cape Town on Thursday evening, August 17, 1905, ed. 1907)

Wiele opracowań, np. „Romanes Lecture: Science and the Great War”, „The Hope Reports, Vol. 5: 1903–1906” lub „The Hope Reports, Vol. 8: 1910–1913”, wznawiano w formie przedruków, niektóre wielokrotnie, tj. „Charles Darwin and the Theory of Natural Selection”.

## Wyróżnienia
Został wyróżniony m.in.:
- tytułem szlacheckim (Sir; 1935)[32]
- członkostwem Royal Society (FRS, 1889)[18] (1909–1910 – Vice-President, dwukrotnie – członek Rady[18])
- wyborem na przewodniczącego Entomological Society (1903–1904, 1925–26) oraz tytułem Honorary Life President (1933)[18]
- wyborem na przewodniczącego Linnean Society of London (1912–1916; dwukrotnie – Vice-President, trzykrotnie – członek Rady[18])
- Medalem Darwina (1914)[33]
- Medalem Towarzystwa Linneuszowskiego w Londynie (1922)[34]

Otrzymał honorowe stopnie (zob. Doctor honoris causa) w Reading, Durham, Dublinie i Princeton (Hon. LL.D.). Był honorowany przez liczne stowarzyszenia naukowe, m.in. pełnił funkcję przewodniczącego International Entomological Congress (Oksford 1912) i Association of Economic Biologists (1922–1923), powierzono mu prowadzenie Romanes lecture („Science and the Great War”, 1915) i pierwszych „Huxley” lecture w Royal College of Science w South Kensington (1926).
Został:
- członkiem zagranicznym Królewskiej Szwedzkiej Akademii Nauk i komandorem szwedzkiego Orderu Gwiazdy Polarnej
- honorowym członkiem Koninklijke Belgische Vereniging voor Entomologie (Belgijskie Towarzystwo Entomologiczne), Real Academia de Ciencias Exactas, Físicas y Naturales (hiszpańska Królewska Akademia Nauk Ścisłych, Fizycznych i Przyrodniczych) i New York Academy of Science
- członkiem korespondentem Academy of Natural Science, Philadelphia, Boston Society of Natural History i American Entomological Society[18]

## Życie rodzinne
Edward Poulton ożenił się w 1881 roku z Emily Palmer, najstarszą córką George’a Palmera (biznesmen i M.P. z Reading). Żył w komfortowych warunkach, utrzymując liczne przyjacielskie kontakty. Miał pięcioro dzieci (Ronald William, Margaret Lucy, Edward, Hilda, Janet), jednak w okresie starości nie miał oparcia w licznej rodzinie – przeżył śmierć żony i czworga dzieci (troje zmarło w latach 1915–1919). 
Młodszy syn, Ronald William, znany brytyjski rugbysta (zob. World Rugby Hall of Fame, World Rugby Awards), zginął w akcji w czasie I wojny światowej. Żona Emily i starszy syn, Edward (lekarz w Guy's Hospital) zmarli w 1939 roku. Przeżycia utrudniły opracowanie syntetycznego podsumowania osiągnięć naukowych, co planował odchodząc na emeryturę. Zmarł spokojnie w swoim domu, Wykeham House (56 Banbury Road, Oxford) w roku 1943 (żyła wówczas tylko druga z córek). Przyczyną śmierci była nasilająca się niewydolność serca.

## Upamiętnienie
„Oxfordshire Blue Plaques” na ścianie domu rodzinnego (1881–1943) – Sir Edward Poulton (1856–1943) i jego syn, Ronald Poulton-Palmer (1889–1915, „Rugby football hero”).